# Yakov Smirnoff
Pour les articles homonymes, voir Smirnoff (homonymie).
Yakov Smirnoff, né Yakov Naumovich Pokhis le 24 janvier 1951 à Odessa, en Ukraine (alors l'Union soviétique), est un humoriste américain et un ancien professeur d'art. 

## Biographie
Né dans une famille juive à Odessa en URSS, il est venu aux États-Unis en 1977 et est devenu un citoyen américain le 4 juillet 1986. Il était très connu comme humoriste américain à la fin de la guerre froide, se spécialisant dans de drôles de comparaisons entre les États-Unis et l'ancienne Union Soviétique.
Il est connu pour les blagues du genre « inversion russe », dont la plus célèbre était :
- « Aux États-Unis, vous pouvez toujours trouver une fête [party en anglais]. »
- « En Russie, le parti peut toujours vous trouver ! »

Se décrivant comme nouvel immigré, il faisait des observations absurdes du genre « l'Amérique ! Quel pays ! » (« America! What a country! »), comme :
- « Dans les offres d'emploi en Amérique, « on cherche une femme à temps partiel ». Quel pays ! Même les travestis peuvent obtenir du travail. »

- « À San Francisco, on a des personnes gaies partout. En Russie, nous n'avions pas de personnes gaies. Il y a des homosexuels mais il ne leur est pas permis d'être gais à ce sujet. En effet, la punition pour cela était de sept ans en prison avec d'autres hommes et il y avait une liste d'attente de trois ans. »

Après la disparition de l'ancienne Union soviétique, la phrase « En Russie » était remplacée par « En Russie soviétique » pour indiquer qu'il parlait de l'ancien régime communiste et non de la situation actuelle de ce pays.
Bien que sa carrière soit en déclin après la fin de la guerre froide, il continue à faire de l'art et de la peinture et se trouve, comme humoriste, à Branson (Missouri) de façon habituelle depuis 1992. 
Les blagues imitant ce genre d'« inversion russe » continuent à apparaître dans les  forums informatisés tel que Slashdot.